# جين لابوينت
جين لابوينت هي أستاذة مدرسة كندية، ولدت في 7 سبتمبر 1915 في شيكوتيمي في كندا، وتوفيت في 7 يناير 2006 في مدينة كيبك في كندا.